# 하쿠산

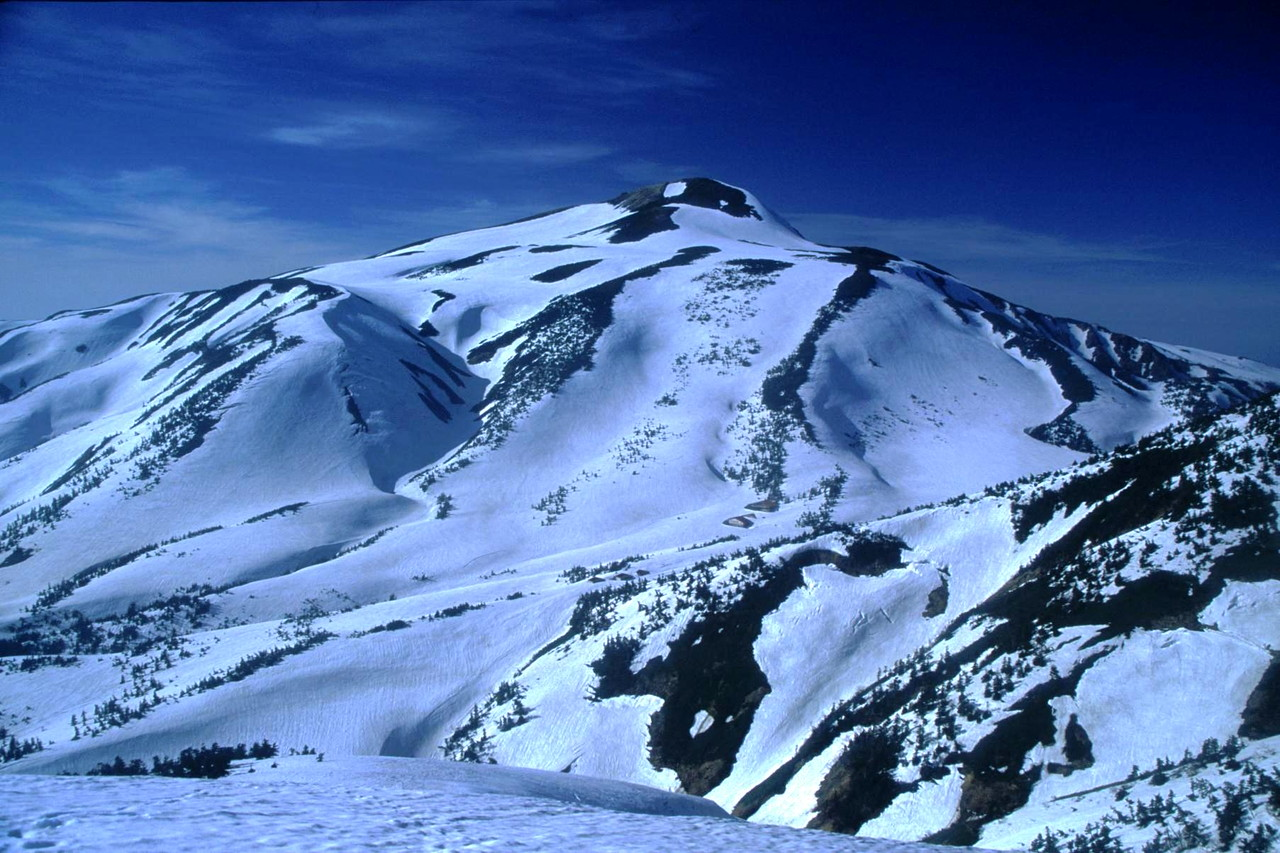
하쿠 산

하쿠산(白山)은 일본 하쿠산 국립공원 안에 있는 화산이다. 이시카와현 하쿠산시와 기후현 오노군 시라카와촌에 걸쳐 있다는 2,702m이다.
후지 산, 다테 산과 함께 일본의 3대 명산으로 꼽히며, 슈겐도(修験道)의 본산 중 하나이다.

## 같이 보기
- 하쿠산 국립공원